# Amor comprado
Acorralada Alma Indomable
Amor Comprado est une telenovela créée à Miami, Floride produite par Venevisión International pour Univision. Elle est librement inspirée de Catalina y Sebastián de TV Azteca, écrite par le même auteur. Les vedettes de la série sont Elizabeth Gutiérrez et José Ángel Llamas en tant que protagonistes et Patricia Álvarez, Marjorie de Sousa, et Zully Montero en tant qu'antagonistes principaux.
Filmée et diffusée à Miami, Floride, États-Unis, cette série a remplacé Nunca Te Diré Adiós sur la chaîne Univision à 1PM/12C. La telenovela a été diffusée aussi en Équateur à 22h15 sur TC Televisión, sur le Canal 9 à Valence, en Espagne et sur Telemetro à Panama. Elle a commencé à être diffusée au Venezuela le 29 octobre 2008, via Venevisión Plus à 22h00 avec une rediffusion du lundi au samedi à 13 heures.

## Synopsis
Willy de la Fuente, un jeune playboy, est face à un dilemme. S'il n'est pas marié avant son trentième anniversaire qui est très proche, il perdra son héritage, c'est ce que sa grand-mère Gertrudis a tramé. Néanmoins, il n'est pas attiré par le mariage parce qu'il croit, à cause des attaques continuelles de sa grand-mère à son estime de soi, que les femmes ne sont intéressées que par son argent.
Mariana est aussi face à un dilemme. Son père est en prison après avoir accidentellement tué le jeune homme qui tentait de la violer, et elle a besoin désespérément d'argent pour engager un avocat pour sa défense. Et avec son père qui était déjà impliqué dans une bagarre précédemment, elle est contrainte par le temps...
Willy décide finalement de faire passer une "audition" pour choisir sa future épouse. Il passe une annonce dans le journal à la recherche d'une femme, à la plus grande consternation de Gertrudis. Il rencontre ensuite Mariana et ils s'entendent bien, au moins jusqu'à ce qu'il découvre qu'elle ne l'a épousé que pour son argent qu'elle ne va pas obtenir si elle ne reste pas mariée avec lui.
Finalement, ils tombent réellement amoureux l'un de l'autre, mais Gertrudis ne va pas tarder à les tourmenter. En effet, faire de la peine à Willy lui fait plaisir...

## Distribution
- Elizabeth Gutiérrez : Mariana, héroïne principale
- José Ángel Llamas : Willy, héros principal
- Marjorie de Sousa : Margot Salinas, antagoniste, amoureuse de Willy, va en prison
- Zully Montero : Gertrudis De La Fuente, antagoniste, sœur de Luciano, se suicide
- Julián Gil : Esteban Rondero, antagoniste, amant de Morgana
- Patricia Alvarez : Natalia, mère de Ricardo, antagoniste, devient pauvre et vit dans la rue
- Karen Senties : Leonora, mère de Mariana
- Brianda Riquer : Juliana, fille de Teresa
- José Bardina : Luciano De La Fuente, époux de Morgana
- Fernando Carrera : Valentín
- Roberto Mateos : Arturo Garibay, antagoniste, se suicide en tirant une balle dans la tête
- Nelida Ponce : Matilda
- Reynaldo Cruz : Ernesto
- Isabel Moreno : Rosa, mère de Natalia, grand-mère de Ricardo
- Carlos Garin : Lcdo. Gutiérrez
- Anna Silvetti : Morgana De La Fuente, antagoniste, mère de Margot, épouse de Luciano, va en prison
- Franklin Virgüez : Saladino
- Laura Ferretti : Teresa, mère de Juliana
- Graciela Döring : Doña Francisca Pérez, dite Panchita
- Andrés García Jr. : Santiago
- Raúl Olivo : Enrique
- Bobby Larios : Hilario
- Adrian Carvajal : Ricardo
- Marianne Lovera : Elena, meilleure amie de Mariana
- Marisela Buitrago : Lisette
- Carlos Augusto Maldonado (hu) : Martin
- Julio Capote : Jeremias
- Liannet Borrego : Veronica
- Yami Quintero : Renata
- Ernesto Molina : détective